# 潛龍諜影3 食蛇者
《潛龍諜影3 食蛇者》是2004年日本科樂美公司首發在PlayStation 2平臺的動作隱蔽類遊戲。本作為「潛龍諜影系列」中時間軸上最早的故事，由「裸蛇」（Naked Snake，即未來的「大頭目」 Big Boss）擔任主角，可以說是系列整個長篇的序章。
初版的遊戲在視野上為玩家詬病，在之後發售的「SUBSISTENCE」版中，追加了改變視野的功能。

## 遊戲系統
本作並加入了「生存視窗」系統。玩家可以看到受傷的部分，吃剛捕獲的食物（食物會隨著PS2主機的系統時間推移而腐化），但也有部分玩家批評此項功能「非常麻煩」。不過在另一方面也有稱讚的聲浪，認為遊戲真實的表現出近身距離作戰（CQC）技巧，就像是真正的潜入作戰，同時並將「野外求生」此一主題有力地體現出來。

## 簡介
本遊戲的主軸劇情分為兩部分，分為「貞潔任務（Virtuous Mission）」跟「食蛇者作戰（Operation: Snake Eater）」。

### 貞潔任務
1964年8月24日，正式組成的特種部隊「FOX」（Force Operation X）首次被賦予的實戰任務，援救蘇聯的武器開發者蘇可洛夫，協助他脫逃蘇聯前往美國。蘇可洛夫開發的新型武器在演習中的間隙，「FOX」的特務Naked Snake（因為Snake沒帶任何真正的武器而取名）以歷史上首次的HALO（High Altitude Low Open，高跳低開跳傘）方式降落，空投於蘇可洛夫的研究所附近。「貞潔任務」就在這種情況下開始。
Snake成功与蘇可洛夫接触，但蘇可洛夫表示苏联方面反对赫鲁晓夫的上校Volgin将会很快来寻找他，他们必须尽快撤离。两人在撤离的途中与苏联GRU特别行动队指挥官山貓遭遇。山猫由于年少气盛被Snake轻易打败，但Snake并没有杀死他反而让其逃走。
打败山猫之后，两人又遇到Snake的老师——The Boss，以及跟随The Boss前来的眼镜蛇部队其他成员，最后还有上校Volgin本人。The Boss向Snake表示她已经叛变到苏联一方。在随后的战斗中，蘇可洛夫被眼镜蛇部队轻易掳走，Snake也被The Boss打败，并被扔到悬崖下的激流中，身受重傷。「貞潔任務」失败。
Volgin上校随后用The Boss带来的由美国制造的戴维·克罗克特发射核弹摧毁了蘇可洛夫所属的研究设施，意图挑起美苏争端，削弱赫鲁晓夫的势力。

### 食蛇者作戰
貞潔任務失敗的一週後。在美國總統约翰逊與蘇聯共產黨總書記赫魯雪夫的熱線協商下而產生的任務，為了救出被敵人擄走的蘇可洛夫，破壞他所開發的新型武器Shagohod，並且暗殺叛变到蘇聯的The Boss。Snake再次潛入敵人的陣營。以消滅The Boss麾下的特種部隊「眼鏡蛇部隊」（Cobra Unit）為由命名，这就是「食蛇者作戰」。
但Snake刚进入苏联领地，即与The Boss遭遇，并立即被她打败。The Boss警告Snake离开苏联领土后离开了。但Snake并没有听从她的建议，继续执行任务。Zero少校告诉Snake，1960年有两个叛逃到苏联的NSA的密碼譯解員，现在其中之一代号叫ADAM的愿意作为内线与Snake接应，现在Snake应该去与他接头。Snake按照少校的指示到达了约定的地点，但没有发现ADAM的踪影。随后，一个自称是EVA的金发女人出现，声称她是与ADAM一同叛逃到苏联的另一个NSA密码编译员。EVA告诉Snake蘇可洛夫在Volgin的要塞中进行Shagohod的最后测试。两人交换情报后，山猫再次出现（因为山猫就是ADAM，此处可当做ADAM来与Snake接头），但仍然被Snake轻易打败，山猫感到羞辱后再次逃走。
与EVA分手后，Snake与眼镜蛇部队成员The Pain，The Fear，The End，The Fury先后遭遇，并一一将他们打败。Snake最后来到Volgin的要塞，并按EVA的提示伪装成伊旺・萊登諾維奇・萊柯夫少校成功潜入要塞并与蘇可洛夫接触。但这次蘇可洛夫拒绝与Snake一同逃走，但愿意指示Snake如何摧毁Shagohod。但两人的谈话被Volgin的到来打断。随后，The Boss也出现，并立即识破Snake的伪装。Snake被俘虏，在随后的审讯以及一系列混乱中，Snake失去了他的右眼。但在EVA的帮助下，Snake从监狱逃脱。在途中与The Sorrow的鬼魂遭遇。
Snake与EVA再次碰头，制定计划后，Snake再次潜入要塞，试图摧毁Shagohod，但再次被The Boss等人发现。在山猫的怂恿下，Volgin与Snake进行一对一决斗，但被后者所打败。Volgin进入Shagohod，并驾驶它继续追杀Snake。Snake最后将Shagohod和Volgin一同击败。在摧毁了Shagohod之后，Snake仍没忘记自己的最后一项任务——杀死The Boss。在由百合花组成海洋中，Snake与The Boss进行了最终决斗，这次，Snake打败了The Boss，并杀死了她。The Boss在死去之前，将贤者的遗产交给了Snake。随后，Snake与EVA试图驾驶地效飞行器逃出苏联，但受到山猫的追击，Snake再次与其进行了决斗，并打败了他，但仍然让其逃跑。最后，Snake与EVA成功逃离苏联。「食蛇者作戰」结束。

### 尾声
Snake在与EVA的一夜缠绵后醒来，发现了EVA留下一卷表明她的真实身份和The Boss叛国真相的录音——其實EVA來自中國，任務是奪取贤者的遗产并殺死其他瞭解EVA真實身份的人。Snake被总统授予“杰出服役十字勋章”并获得了Big Boss的称号。剧情的最后，Snake在The Boss的无名墓前献上了百合花和The Boss的配枪。

## 登場人物
配音員資料部分，以「日語版／英語版」方式標記。

### FOX小隊
- Naked Snake

配音員：大塚明夫／David Hayter　動態擷取演員：吉田瑞穗
本作品的主角。也就是之後的Big Boss。23歲。是The Boss最後的弟子，教導了他所有的戰鬥技術，在故事後期失去了右眼。後來殺死The Boss後被人稱他為-傳奇的士兵。
- 傑洛少校（Major Zero）

配音員：銀河萬丈／Jim Piddock　動態擷取演員：久保隆
Snake的頂頭上司，FOX Unit的負責人，英國人，對於007電影有莫名的執著。
- Para-Medic

配音員：桑島法子／Heather Halley　動態擷取演員：平田繪里子
在貞潔任務與食蛇者任務中，擔任Snake的醫療與野地求生顧問的護校新畢業生。
- Mr. Sigint

配音員：藤原啓治／James C. Mathis III
在食蛇者任務中擔任Snake的武器與裝備顧問的怪怪黑人，後來成為DARPA的技官。Sigint真正的意思是Signal Intelligence.

### 蘇聯
- 耶格尼·波利索維契·沃爾金（Yevgeny Borisovitch Volgin）

配音員：内海賢二／Neil Ross　動態擷取演員：マーク武蔵
蘇聯赫魯雪夫政權內的主戰派軍官，好戰份子，擄走蘇可洛夫和Shaghod，意圖奪權的野心家，手握贤者的遗产。
- 山貓（Ocelot）

配音員：／Joshua Keaton　動態擷取演員：金澤大朗
18岁。GRU山猫部隊（Ocelot Unit）指揮官，軍階為中校，在沃爾金上校的叛亂中隸屬指揮。即為前兩代中登場的Revolver Ocelot及4代中的Liquid Ocelot。在本作中揭露其身世为The Boss与The Sorrow的儿子，但出生后立即被“贤者”带走，被训练成为间谍。在故事的最后揭示他同时还为克格勃和中情局工作，并且他其实就是本来应该与Snake接头的NSA的密碼譯解員ADAM。
- EVA

配音員：渡邊美佐／Suzetta Miñet　動態擷取演員：大黑優美子
22歲，真名塔雅娜(tatyana)。偽裝為格別烏（KGB）的諜報員，同时向Snake声称自己是NSA的密碼譯解員，1960年與ADAM一起逃亡到蘇聯后成为美方内线。其真實身份是中國“贤者”分支所訓練的間諜，目的是窃取Volgin上校获得的“贤者的遗产”以及Metal Gear - Shagohod的核弹发射资料，以帮助中国独立研发出核武器。
- 伊旺·萊登諾維奇·萊柯夫（Ivan Raidenovitch Raikov）

配音員：堀内賢雄／Charlie Schlatter
惡搞角色，沃爾金上校的部下兼親密愛人，角色造型純粹在惡搞MGS2的雷電，除此之外與該角色毫無關係。
- 尼可萊·史特哈諾維奇·蘇可洛夫

配音員：龍田直樹／Brian Cummings　動態擷取演員：久保隆
苏联的火箭专家，Shagohod的開發者。但担忧自己的发明会打破核威慑的平衡，希望放弃自己的地位，到美国与自己的妻儿生活。
- 亞歷山大·里昂諾維奇·格朗寧（Aleksandr Leonovitch Granin）

配音員：青野武／Jim Ward　動態擷取演員：久保隆
苏联的武器专家，曾與宅代的祖父共事，並一起設計出METAL GEAR，但因為Shagohod而被冷落，原因是METAL GEAR沒有推進器。幫助SNAKE入侵基地和破壞Shagohod，被EVA誣陷為間諜而遭沃爾金凌遲而死，METAL GEAR設計圖遭山貓竊取，交與愛國者。
- 林登·贝恩斯·约翰逊（Lyndon Baines Johnson）

配音員：中江真司
美國總統。是實際存在的人物。
- 尼基塔·谢尔盖耶维奇·赫鲁晓夫（Nikita Sergeyevich Khrushchyov）

配音員：盐屋浩三
蘇聯共產黨中央委員會第一書記（之後改稱為總書記）。在傑利諾雅斯克（Tselinoyarsk，遊戲中的虛擬地名）的核爆後，與詹森總統通過熱線，委託沃爾金上校和The Boss的暗殺行動。是實際存在的人物。
- 強尼（Johnny）

配音員：今村直樹
會向被囚禁的Snake聊天，容易拉肚子、還有家族每個男性都叫強尼，推測為mgs4中強尼的祖父。

### 眼鏡蛇部隊
- The Boss＝The Joy

配音員：井上喜久子／Lori Alan　動態擷取演員：平田繪子
抚养并训练Snake的传奇士兵，Ocelot的生母。二战中因带领盟军取得胜利而获得The Boss称号。「贤者」的成员，CQC及綜合格鬥的創始人，她發現美国以及蘇联在冷战以及「賢者」（Philosophers）背後的真正目的及真相。但也忠於美国，因而在美国面前扮演叛徒的角色，但同時也幫助Snake完成任務，也把“贤者的遗产”交給Snake手上及给Snake最后的任务——让Snake把她自己杀死，令她将被后人所唾弃去同时能把Snake塑造成为国家供献的爱国者。但Snake也知道她才是真正的爱国者。
- The Sorrow

配音員：堀之紀／David A. Thomas　動態擷取演員：益田康弘
拥有与死人沟通的能力的男子，Ocelot的生父。在1962年为了救The Boss在一项任务中被杀死，在故事中段及之後，他不斷出提示幫助Sanke完成任務。
- The Pain

配音員：江川央生／Gregg Berger　動態擷取演員：益田康弘
拥有操纵黄蜂行动的能力的战士，身体多处有曾被黃蜂蜇過的痕跡，他所操控的黄蜂，可以达到真实子弹的射击速度。
- The Fear

配音員：田中和實／Michael Bell　動態擷取演員：大橋明
拥有快速行动及伪装能力的战士，能伸出如蜥蜴般能用它抓取东西的舌头，四肢关节可隨意扭曲同时也能高速移动。
- The End

配音員：阪脩／Grant Albrecht　動態擷取演員：大橋明
有114岁的高龄的传奇狙击手，被稱為現代狙擊之父，平時會透過假死來累積能量，能用光合作用使他可長時間不吃喝同時也能保持狀態。被稱為森林精靈，傳說會能與森林溝通，The Boss 的狙擊技術也是他所教授的。
- The Fury

配音員：平野正人／Richard Doyle　動態擷取演員：益田康弘
前苏联宇航员，身穿带有火箭推进器的宇航服，武器是火焰喷射器，臉上有灼傷的傷痕，在一次航天任務时發生嚴重意外而得來的。

## 登場機械

### Shagohod
是由苏联科学家蘇可洛夫设计的核武器发射平台，被格朗寧稱為劣化版的Metal Gear。
整个机器的形态其实就是个加大型的坦克，但是分为前后两个部分，前半部分由螺纹推进器推进，可以破坏路径上的障碍物，后半部分由履带推动。同时，背部以及两侧装备了数个涡轮推进器，能够将Shagohod加速到480km/h的高速。这使得从Shagohod上发射的中程弹道导弹获得如洲际弹道导弹般的射程（6000英里/9600公里），同时因为发射角度可以因此变得很小，使得Shagohod发射的导弹更加难以被侦测到。因此，使用Shagohod作为核武器发射平台将很有可能打破冷战核威慑的平衡。

### Metal Gear
設計者為格朗寧與宅代的祖父，在现代军队中，行动灵活但防御力低下的步兵与防御稳固但行动受限的装甲部队中间缺失了一环，而这个环节将要由能够双足行走的Metal Gear来填补。Metal Gear将具有能进行全地形跨越的双足，以及能够保护乘员的坚固装甲。
因為沒有推進器而遭高層廢棄，轉而開發Shagohod。

## 衍生版本

### 潛龍諜影3 生存戰
《合金装备3 生存》是《合金装备3 食蛇者》的加强版。相对于《食蛇者》增加了European Extreme难度、第3人称视角以及新的游戏模式。
附加要素：猿蛇合戰 、秘密小劇場

### HD合集
2011年11月23日，推出了本作與前作「潛龍諜影2 自由之子」的Playstation 3與Xbox 360HD移植版本合輯《合金装备 HD合集》（但歐美版中則另含Playstation Portable《和平先驅》的HD版），並預定於2012年6月發售Playstation Vita版。Playstation 3版（日本版）中並附有Playstation版「潛龍諜影」的免費下載密碼。HD重製由Bluepoint Games擔任。解像度為720p（60fps）。對應獎杯、實績機能。Playstation 3版可與Playstation Vita版共通使用遊戲存檔。

### 3DS版
《潛龍諜影 食蛇者3D》於2012年2月11日（美國）、2012年3月8日（日本）推出。本作对应任天堂3DS独有的裸視3D显示技术，还利用主机所附的摄影鏡頭，以擷取现实中的图片到游戏中成为新的迷彩，并对应主机的重力感应器。游戏界面上，3DS版将游戏訊息置於下方螢幕中，使游戏画面更清晰。
中国大陆《游戏机实用技术》杂志为游戏打出21分。

### 潛龍諜影Δ 食蛇者
在2023年5月25日的索尼网络发布会Showcase上，科乐美正式公布了《潛龍諜影3 食蛇者》的高清重制版《潛龍諜影Δ 食蛇者》（英語：METAL GEAR SOLID Δ SNAKE EATER）首部预告片，确定该作品将登陆PlayStation 5、Xbox Series X/S和Windows（Steam商店）等平台，之後公布发售日期為2025年8月28日。

## 使用歌曲
- 《Snake Eater》：Cynthia Harrell（vocal）
- 《Way To Fall》：starsailor

## 外部連結
- 《潛龍諜影3 食蛇者》官方網站 （页面存档备份，存于）（英文）（日語）
- 《潛龍諜影3 食蛇者 3D》官方網站 （页面存档备份，存于）（日語）